# 忠实 (北达科他州)
忠实（英語：Leal），是美国北达科他州下属的一座城市。根据2010年美国人口普查，该市有人口20人。